# Barnby Dun
Barnby Dun lub Barnby upon Don – wieś w Anglii, w South Yorkshire, w dystrykcie metropolitalnym Doncaster, w civil parish Barnby Dun with Kirk Sandall. Leży 8 km od miasta Doncaster, 34,2 km od miasta Sheffield i 239,1 km od Londynu. W 2016 miejscowość liczyła 3362 mieszkańców. W 1921 roku civil parish liczyła 774 mieszkańców. Barnby Dun jest wspomniana w Domesday Book (1086) jako Barnebi.